# Stenalcidia cervinifusa
Stenalcidia cervinifusa là một loài bướm đêm trong họ Geometridae.